# Drowning Creek (Oklahoma)
Drowning Creek es un lugar designado por el censo ubicado en el condado de Delaware  en el estado estadounidense de Oklahoma. En el año 2010 tenía una población de 	155 habitantes y una densidad poblacional de 	67,39 personas por km².

## Geografía
Drowning Creek se encuentra ubicado en las coordenadas 36°28′40.08″N 94°53′39.29″O / 36.4778000, -94.8942472 (36.4778° -94.894247°). Según la Oficina del Censo de los Estados Unidos, Drowning Creek tiene una superficie total de 0,888 mi² (2,3 km²), de la cual 0,888 mi² (2,3 km²) corresponden a tierra firme y 0 mi² (0 km²) es agua.